# Quillebeuf-sur-Seine
Quillebeuf-sur-Seine je francouzská obec v departementu Eure v regionu Normandie. V roce 2010 zde žilo 1 024 obyvatel. Leží na levém břehu řeky Seiny. Je centrem kantonu Quillebeuf-sur-Seine.

## Vývoj počtu obyvatel
Počet obyvatel 